# Gorzyca (Malechowo)
Gorzyca (deutsch Göritz) ist ein Dorf in der polnischen Woiwodschaft Westpommern. Es gehört zur Landgemeinde Malechowo (Malchow) im Powiat Sławieński (Kreis Schlawe).

## Geographische Lage
Das alte Bauerndorf Gorzyca liegt an der Verbindungsstraße von Malechowo (Malchow, an der Landesstraße 6, ehemalige Reichsstraße 2) nach Darłowo (Rügenwalde, an der Woiwodschaftsstraße 205) in einer Senke des nördlichen Hanges des Tals der Grabowa (Grabow) auf etwa 30 Metern über NN. Bis nach Sławno sind es 14, bis nach Darłowo 13 Kilometer. Die höchste Erhebung in der Feldmark ist der früher so genannte Schafberg (56 Meter).
Nachbarorte von Gorzyca sind im Norden Nowy Kraków (Neu Krakow) und sein Forst, im Osten Malechowo (Malchow), im Süden Niemica (Nemitz) und Grabowo (Martinshagen), und im Westen Przystawy (Pirbstow).

## Ortsname
Gorzyca hieß im 13. Jahrhundert Guritza und Guritz, seit dem Mittelalter ist Göritz in Gebrauch. Die Namensgebung leitet sich vom slawischen Wort gora = Berg ab. Der Name Göritz kam vor 1945 im Deutschen Reich sechsmal vor, ebenso wie der polnische Name Gorzyca oder auch Górzyca öfters erscheint.

## Geschichte
Göritz wurde 1267 von Herzog Barnim I. dem Kloster Buckow geschenkt. Seither war es ein Anteidorf, das nach der Säkularisation dem Rügenwalder Amt eingegliedert wurde. 1784 hatte das Dorf 1 Freischulzen, 14 Bauernhöfe, 2 Landkossäten, 3 Straßenkossäten, 4 Büdner, 1 Unterförster, 1 Schulhaus und 1 Kirchenkaten.
Im Jahre 1818 zählte Göritz 271 Einwohner, Ihre Zahl stieg bis 1871 auf 553 und betrug 1939 noch 451 (in 111 Haushalten).
Bis 1945 gehörte Göritz zum Amts- und Standesamtsbezirk Malchow (Malechowo) und zum Amtsgerichtsbereich Schlawe. Es lag im Landkreis Schlawe i. Pom. im Regierungsbezirk Köslin der preußischen Provinz Pommern.
Zum Dorf gehörte damals noch der Wohnplatz Forsthaus Göritz, eine Revierförsterei des Forstamtes Neu Krakow (Nowy Kraków), zwei Kilometer nördlich des Dorfes. 1938 wurde eine neue Försterei etwa 300 Meter südlich der Bahnstrecke Berlin – Stettin – Danzig – Königsberg (Preußen) am Weg von Malchow (Malechowo) nach Schlawin (Słowino) gebaut.
Am 6. März 1945 marschierten Truppen der Roten Armee auf ihrem Vormarsch nach Osten durch Göritz. Drei Monate später richtete man im Ort eine sowjetische Kommandantur ein, von der aus die Ländereien bewirtschaftet wurden. 1947 übernahm die polnische Verwaltung das Dorf, das nun den Namen Gorzyca trägt und zur Gmina Malechowo im Powiat Sławieński der Woiwodschaft Westpommern (bis 1998 Woiwodschaft Koszalin) gehört.

## Kirche
Vor 1945 waren die Einwohner von Göritz nahezu ausnahmslos evangelischer Konfession. Der Ort war in das Kirchspiel Malchow (Malechowo) im Kirchenkreis Rügenwalde (Darłowo) in der Kirchenprovinz Pommern der Kirche der Altpreußischen Union eingegliedert. 
Seit 1945 sind die Einwohner von Gorzyca überwiegend katholischer Konfession. Der Ort ist weiterhin kirchlich nach Malechowo hin orientiert, das nun allerdings zum Dekanat Sławno im Bistum Köslin-Kolberg gehört. Hier lebende evangelische Einwohner sind in das Kirchspiel Koszalin (Köslin) der Diözese Pommern-Großpolen der Evangelisch-Augsburgischen Kirche integriert.

## Schule
Die zweiklassige Schule mit Lehrerwohnung lag mitten im Dorf auf dem Schulberg. 